# Пик Черского
Пик Че́рского (бур. Хара Болдог) — высшая точка (2090 м) Комаринского хребта в Хамар-Дабане. В прошлом имела название гора Комар . Вершина названа российскими географами в честь Ивана Дементьевича Черского — известного исследователя Сибири.

## География
Находится на территории Слюдянского района Иркутской области в 17 км (по прямой) к югу от города Слюдянка. Со склонов горы Черского берут начало река Слюдянка и истоки реки Безымянной, впадающих в Байкал, а также правые притоки реки Подкомарной, притока Большой Быстрой, впадающей в Иркут.
Вдоль западного подножия горы Черского проходит Старокомарская дорога, идущая на юг по Комаринскому хребту в ущелье реки Утулик. В прошлом дорога была частью чайного пути из Кяхты.
У южного подножия горы находится высокогорное озеро Сердце.

## Туризм
Восхождение на пик Черского является одним из самых популярных и наиболее доступных маршрутов в Южном Прибайкалье. Ежегодно пик посещают тысячи туристов. Маршрут подъёма безопасен и не требует специального альпинистского снаряжения. Тем не менее не следует сильно уклоняться в сторону от тропы. В метель и пургу легко сбиться с пути, можно выйти на крутой склон и вызвать сход лавины.
В конце августа проводятся соревнования по скоростному восхождению на Пик Черского. Длина трассы составляет 20 211 м, перепад высот — 1 625 м. Эти соревнования являются одним из этапов Кубка России по скайраннингу.

## Галерея

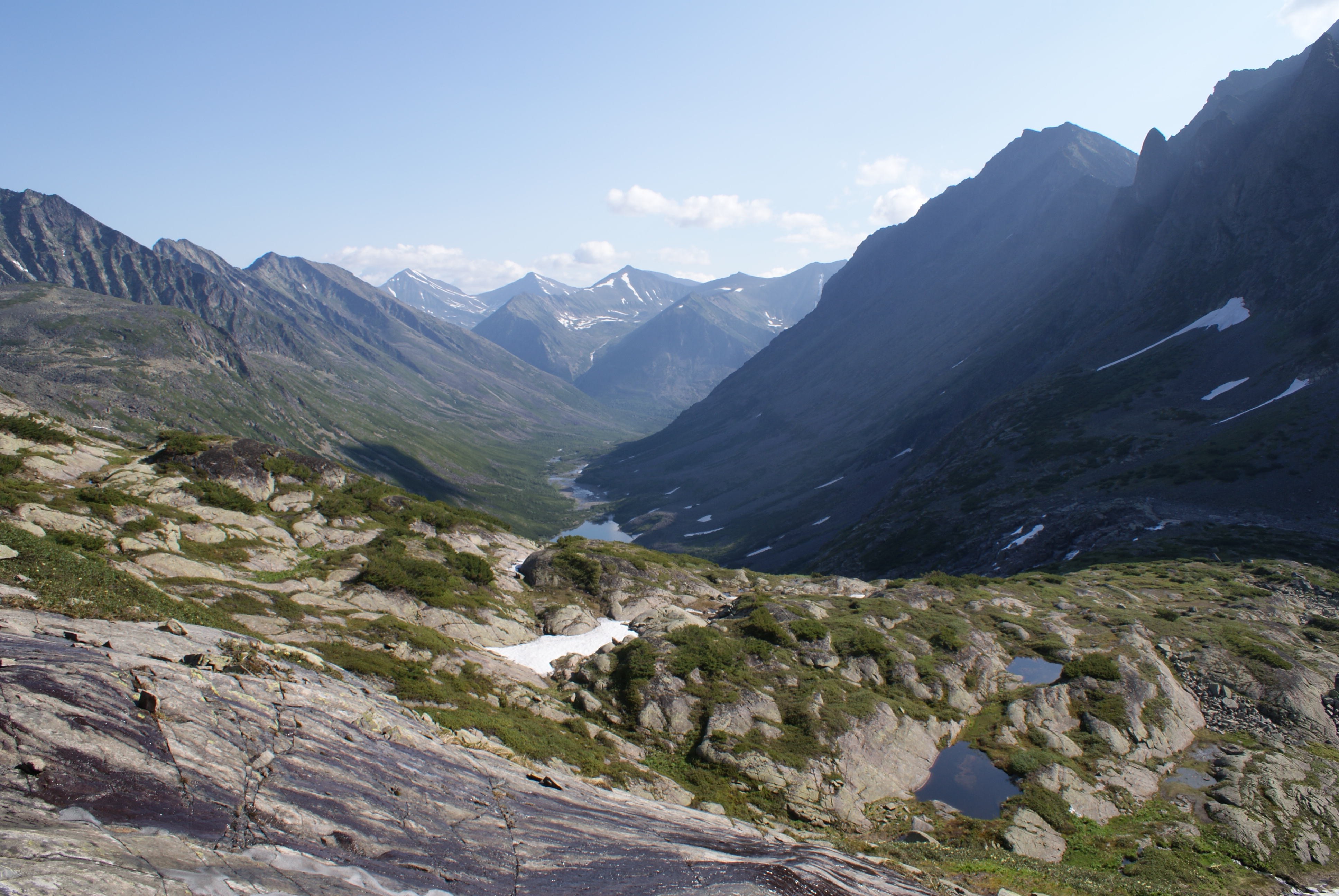
Пик Черского
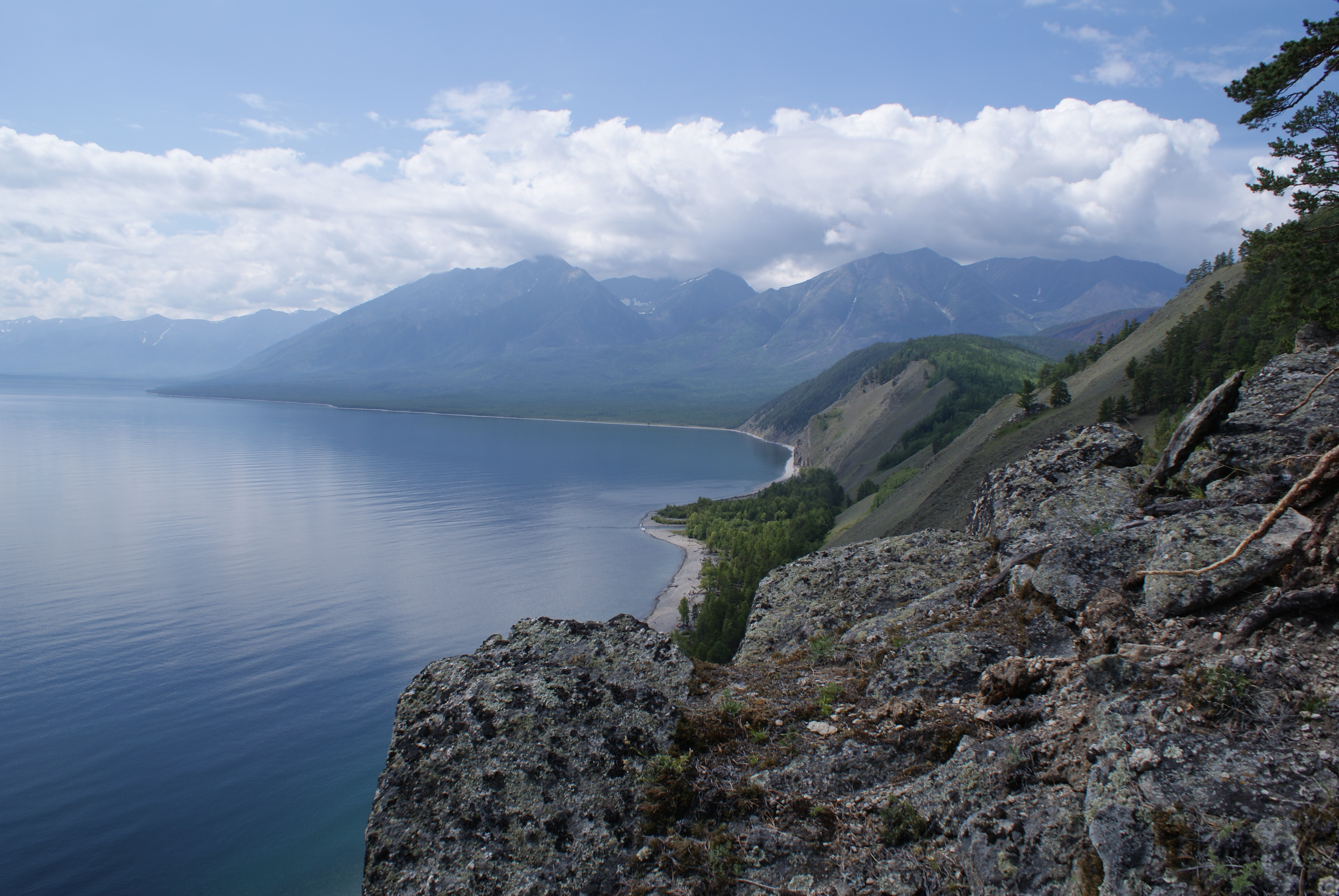
Дорога с пика Черского на Байкал
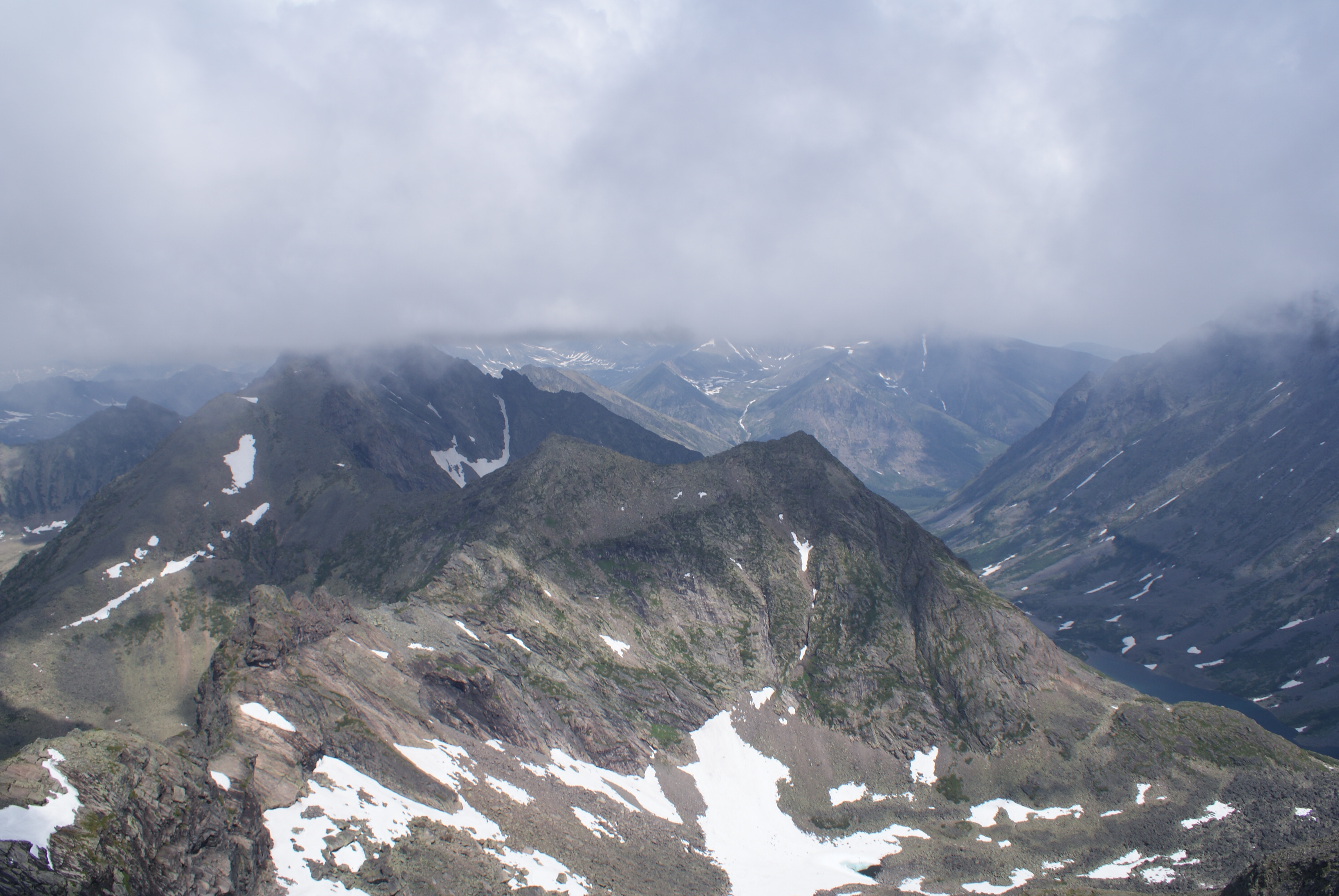
На вершине
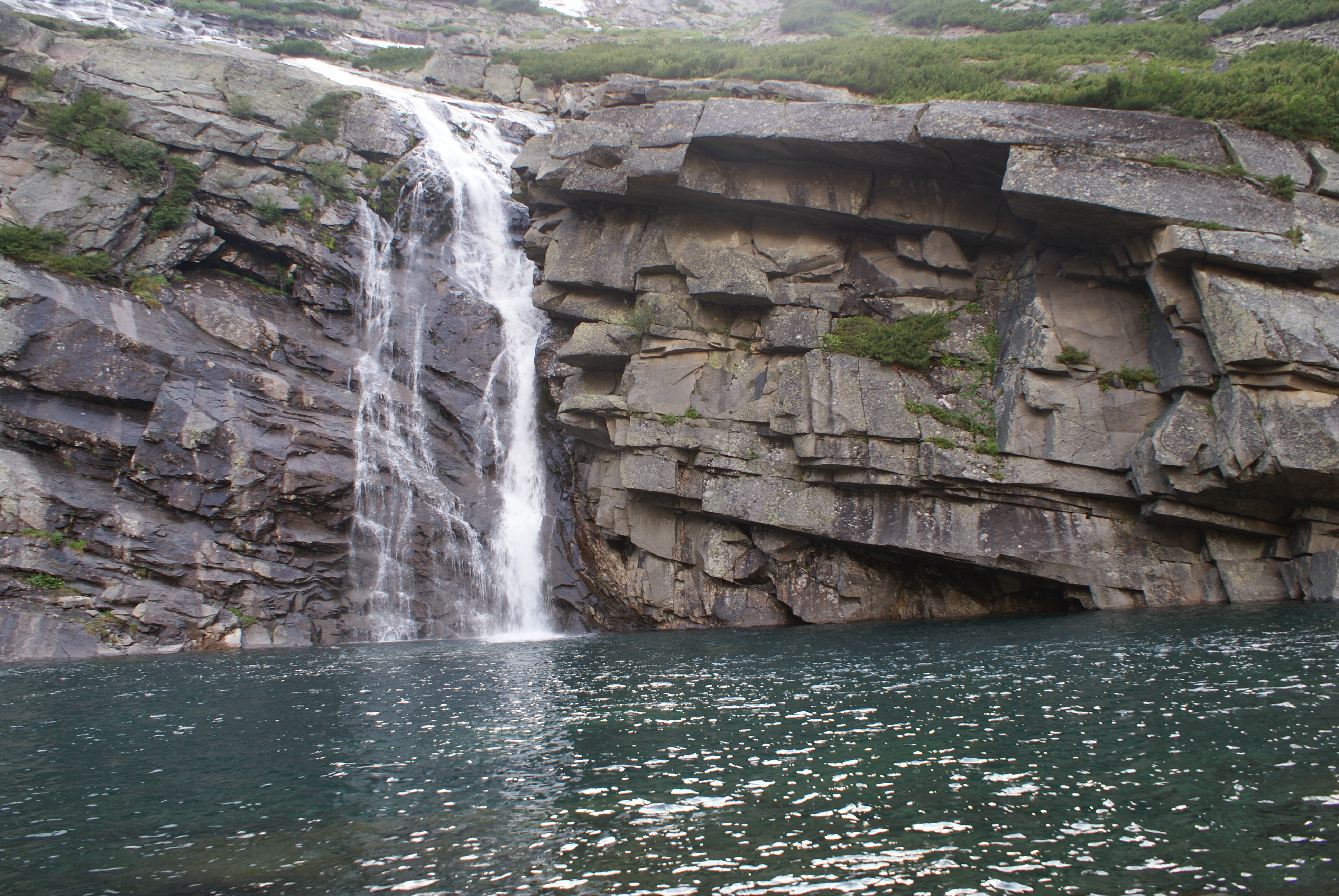
Водопад
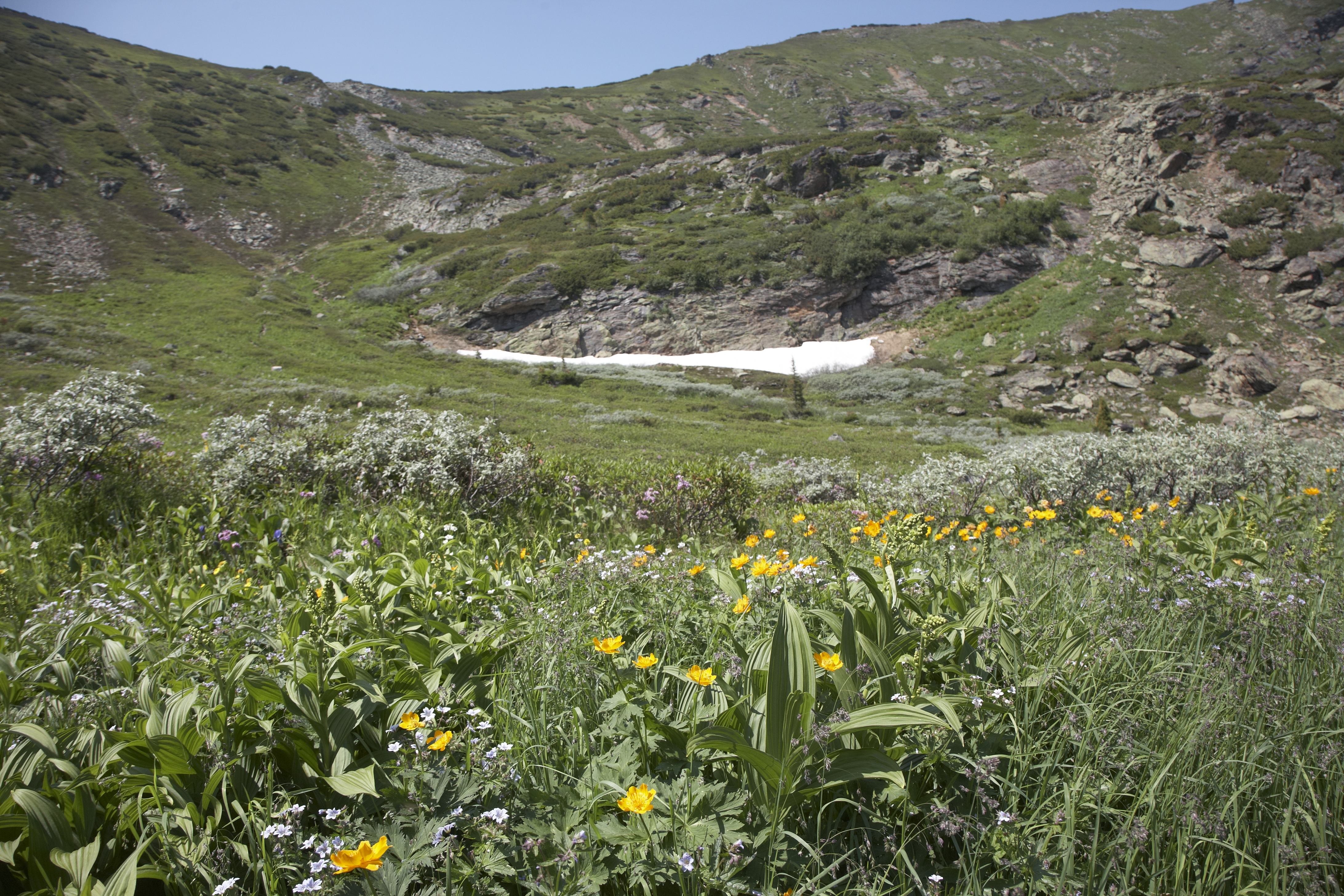
Растительность